# Malla espacial

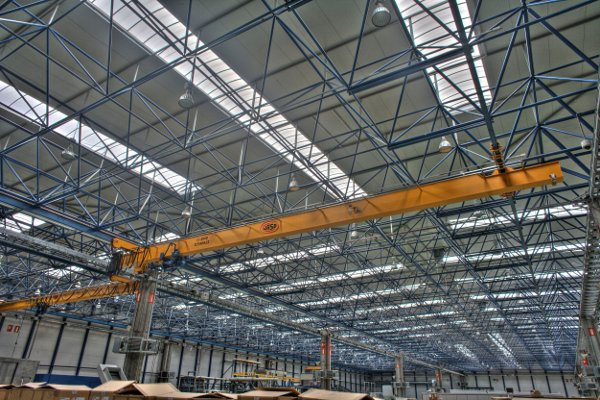
Malla espacial

Una malla espacial (space frame) es una tipología de estructura espacial, un sistema estructural compuesto por elementos lineales unidos de tal modo que las fuerzas son transferidas de forma tridimensional. Macroscópicamente, una estructura espacial puede tomar forma plana o de superficie curva.
Las mallas espaciales son aquellas en las que todos sus elementos son prefabricados y no precisan para el montaje de medios de unión distintos de los puramente mecánicos
Las barras de las mallas espaciales funcionan trabajando a tracción o a compresión, pero no a flexión. De esta manera las mallas espaciales cumplen lo siguiente:
- Las fuerzas exteriores sólo se aplican en los nudos.
- Los elementos se configuran en el espacio de tal modo que la rigidez de cada unión se puede considerar despreciable, es decir, cada unión se considera una articulación a efectos de cálculo.

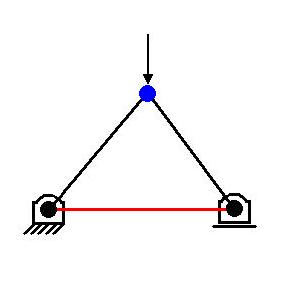
Si se aplica una fuerza sobre el nudo superior marcado en azul y la barra roja no existe, el comportamiento de la estructura depende totalmente de la rigidez de la unión de las barras del nudo azul. Sin embargo, existiendo la barra roja, la rigidez de la unión del nudo azul deja de tener importancia respecto de la rigidez que aporta la barra roja al conjunto, pudiendo considerarse la rigidez de la unión del nudo azul despreciable si ésta es muy poco rígida a flexión.

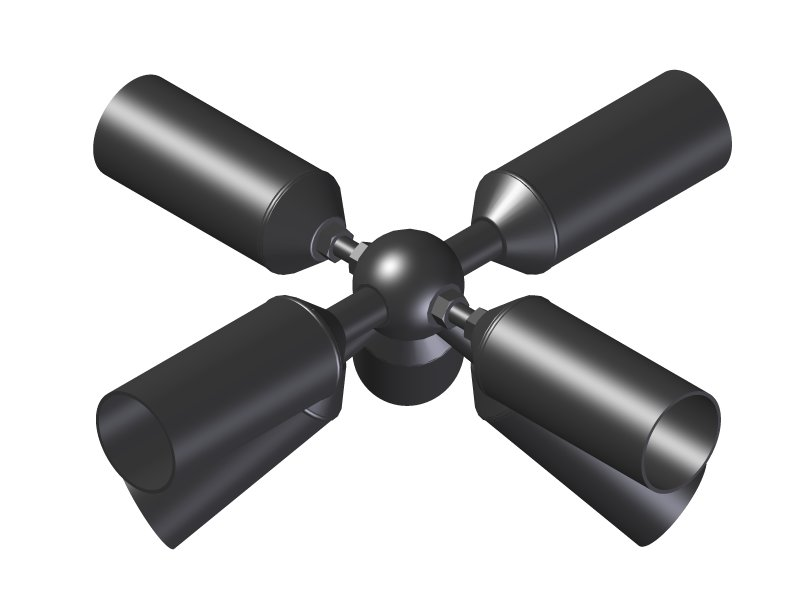
Barras de malla espacial confluyendo en nudo. Como puede verse, no se trata de una articulación, sino de una unión atornillada con muy poca rigidez a flexión y que se considera articulación a efectos de cálculo.

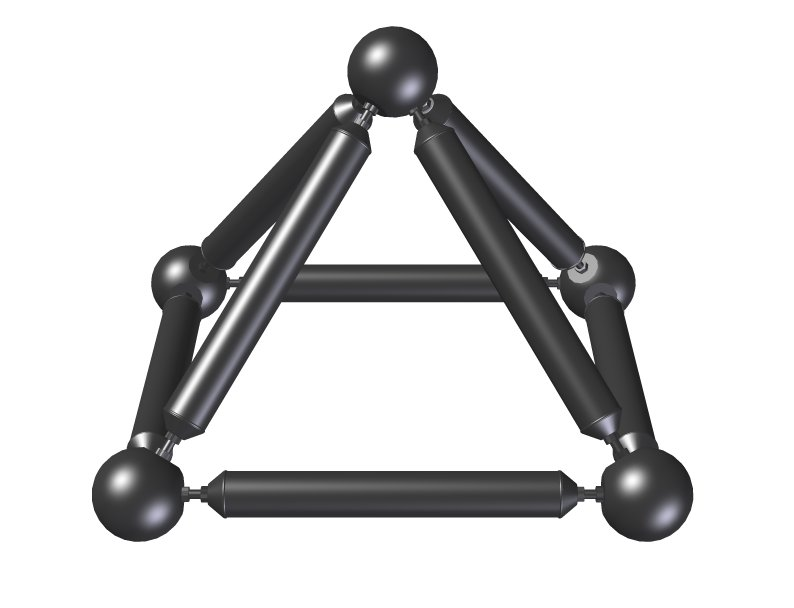
Semioctaedro en malla espacial con nudo Nuclos

## Breves notas históricas
Este tipo de estructuras fue desarrollado de forma independiente por Alexander Graham Bell hacia 1900 y Buckminster Fuller hacia 1950. El principal objetivo de Bell era desarrollar estructuras muy rígidas para los sectores naval y el ámbito de la entonces todavía naciente ingeniería aeronáutica. Buckminster Fuller, sin embargo, lo aplicó al mundo arquitectónico donde la aplicación de este tipo de estructuras es mucho más relevante.
Alexander Graham Bell contribuyó al desarrollo de esa tipología de estructuras ya que, hacia 1900, trabajaba con formas tetraédricas para conseguir la mayor resistencia con el menor peso, aplicado al ámbito de la ingeniería aeronáutica.
La selección de direcciones de barra se establecía de modo que cada nudo estructural quedara ligado con otros cuatro en su propio plano horizontal y con otros cuatro más en el paralelo superior o inferior, produciéndose así una placa de emparrillado en la que las barras de los planos horizontales se alineaban según dos direcciones ortogonales, y el resto adoptaba orientaciones diagonales muy diferenciadas de las cerchas comunes.
Más interesante resulta estacar que este diseño reproducía una composición de tetraedros y medios octaedros: por una parte, entraba en juego la célula espacial más rígida; el tetraedro, y por otra, se lograba cerrar un espacio mediante un artificio ideal de composición que lo llenaba. Dos conceptos arquitectónicos de primer orden, cerrar y llenar el espacio, se daban juntos en este diseño. De manera casi simultánea, la línea de razonamiento expuesta en estos últimos párrafos era aplicada a la bóveda de cañón, cuya forma, una vez discretizada en triángulos, resultaba más propicia para resistir esfuerzos de flexión, no siendo preciso un establecimiento de refuerzos semejante al comentado en el emparrillado plano; asimismo, los primeros intentos de ejecución de cúpulas de armazón metálico fueron resueltos mediante la elaboración de cerchas trianguladas de meridianos y paralelos, cuya descomposición posterior permitía eliminar la concepción de piezas primarias y secundarias.
El verdadero avance de las mallas espaciales se consiguió a partir del desarrollo computacional, que permite la realización del cálculo de miles de elementos, operaciones que previamente a la existencia de los ordenadores no se podían acometer.
Por este motivo, las estructuras más notables en este tipo de solución se han conseguido a partir de 1980 y la dificultad de los proyectos construidos ha ido aumentando a lo largo de los años.

## Elementos de una malla espacial
Las mallas espaciales están formadas por tres elementos distintos:
- Barras: son los componentes lineales.
- Nudos: elementos prefabricados que sirven de union de las barras.
- Paneles: elementos de cerramiento.

Los nudos pueden ser de distintos tipos:
- Esféricos.
- Cilíndricos.
- Prismáticos.
- Planos.

### Ejemplos de nudos

#### Nudo Trio-detic
Este sistema originario de Canadá, es para un reticulado de tres direcciones. Las barras aplanadas en sus extremos se introducen a presión en ranuras dentadas que existen en los nudos. La característica principal es que la unión de las barras se realiza sin soldadura, sin pernos y sin remaches.La distribución de las barras que concurren al nudo nos determina la forma del mismo.

#### Nudo de la cúpula Makowski
Los nudos son casquetes metálicos a los que se sujetan las barras tubulares por medio de pasadores.

#### Nudo Pyramitec
Está formado por un cuerpo cilíndrico central, que puederecibir las barras de una capa de la malla, y por un tronco de cono, donde sueldan las barras diagonales. Este sistema es factible de hacerlo prefabricado. El montaje es fácil y se hace preferentemente en el suelo y levantándose luego delensamblado .El sistema PYRAMITEC se caracteriza por el empleo de pirámides prefabricadas.Para comenzar se dispone la capa inferior sobre las cuales se ubican luego las pirámides prefabricadas (invertidas), tres pirámides ensambladas son estables se pueden seguir agregando en cualquier sentido para construir una estructura continua. Estas estructuras utilizadas como cubiertas, pueden adoptar formas planas, inclinadas, ligeramente curvas y en ciertos casos pueden conformar cúpulas. Aplicación del sistema PYRAMITEC:
1. a tramas tridireccionales compuestas de pirámides de base triangular.
2. a tramas de base hexagonal, tridireccional.
3. a tramas de base cuadrada, bidireccional.

#### Nudo Segmo
Los nudos son de acero soldado, se componen de dos partes: una esférica y otra prismática. Las barras se fijan por soldadura o por otro medio mecánico cualquiera. Es una variante del anterior, los tubos tienen en sus extremos un vástago que se introduce en orificios existentes en el nudo. Permite la unión por remaches y bulones. El disco anular de ambas partes.

#### Nudo Tubaccord
Las barras tubulares se sueldan directamente o bien se fijan por medio de pasadores que encajan enranuras ubicadas en los extremos de las barras y en un manguito soldado previamente a la barra demayor diámetro concurrente al nudo.

#### Nudo Bourquardez
Está compuesto por uno o varios toros, obtenidos por unión de dos codos de 180º y manguitostubulares soldados a dichos toros. Las barras concurrentes en el nudo se unen a los manguitos por medio de roblonado.En la figura se representa un nudo preparado para mallas de una sola capa y un nudo para mallas dedos capas.

#### Nudo Begue
Este nudo está formado por un núcleo al que se atornillan las barras con extremidades troncocónicas.

#### Nudo Chamayou
Estos nudos pueden ser planos, con rebordes a lo largo de una línea poligonal cerrada, o tener formacúbica o tetraédrica, con los mismos rebordes en cada una de las aristas. Los rebordes con seccióncuadrada, poligonal o con la forma de una superficie de revolución (cilindro, toro, etc.), y a ellos sefijan las barras tubulares mediante mordazas.En la figura se representa a un nudo plano de forma hexagonal.

#### Nudo Begue-kieffer
Está formado por una esfera con unos arranques en los cuales hay dos ranuras destinadas a fijar los tubos. Esta fijación se realiza mediante un grupo hidráulico, situado en el suelo, que presiona un collar dispuesto alrededor del tubo y sobre las ranuras del arranque, previamente introducidas en él; asíqueda encajada la barra en el arranque a través de las ranuras.

#### Nudo Delacrix - Glotin - Monier - Sejournet
Este nudo está formado por uno o dos semitubos con aletas soldadas que indican las direcciones de las barras concurrentes. Estos (o este) semitubos se unen mediante roblonado o soldadura a la barra demayor diámetro concurrente en dicho nudo. La fijación de las restantes barras se realiza aplastandosus extremos y uniéndolos, mediante soldadura o pasadores, a las aletas.

#### Nudo Sarton
El procedimiento para obtenerlo consiste en aplanar los tubos en los puntos correspondientes a un nudo, con el fin de poderlos cruzar cómodamente y colocar un pasador con rosca de fijación.

#### Nudo Kieffer
Está formado por un cilindro central macizo que hace de pasador de todo el nudo, el cual consiste endos cilindros concéntricos, el exterior con ranuras que sujetan las nervaduras soldadas en losextremos de las barras concurrentes.

#### Nudo Esférico
Constituido por una esfera a la que se unen, por soldadura, barras en cualquier dirección. Paraabsorber diferencias en las longitudes de los tubos se sueldan en el nudo manguito de diámetrosuperior al de aquellos. La esfera suele rellenarse de mortero como seguridad a posibles pandeos de la misma.

#### Nudo Bitubular
Está constituido por dos tubos, unidos paralelamente, a los cuales van soldadas las barrasconcurrentes.

#### Nudo Tesep
Las barras concurrentes en el nudo se unen directamente por soldadura a la de mayor diámetro omediante el atornillado de nervaduras, soldadas en sus extremos, a una pletina asimismo soldada y perpendicular al tubo central.

#### Nudo Unistrut
Consiste en la utilización de dos piezas de chapa plegada que se superponen y a las que se unen las barras mediante pasadores.Las barras son perfiladas y los nudos de chapa estampada. En este sistema todos los elementosutilizados tienen la misma longitud y van unidos por dispositivos idénticos.

#### Nudo Oktaplatte
Se trata de un nudo esférico formado por dos casquetes y un disco meridiano. El montaje y fijación de estos elementos y de las barras concurrentes se realiza mediante soldadura.

#### Nudo Ortz
El sistema estructural Ortz esta diseñado para la construcción de estructuras espaciales y está formado por perfiles tubulares de sección circular en cuyos extremos se aloja un tornillo coaxial, que une el perfil al nudo. Inventado por Juan Martínez Apeztegia y Natxo Odriozola ha sido utilizado en recintos como el Palau Sant Jordi de Barcelona.

#### Nudo SLO
Creado por Juan Martínez Apeztegia para Lanik I, S.A. se trata de un sistema de estructura monocapa. Las estructuras monocapa, conocidas también como estructuras laminares o de tipo membrana, sitúan sus nudos en una superficie, generalmente de doble curvatura, que se conoce como superficie generatriz. El sistema se basa en el empleo de elementos estructurales rectos de sección rectangular hueca que llevan una placa plana soldada en su extremo, con al menos dos orificios para albergar los tornillos de conexión al nudo. El Palacio de Cibeles está realizado en este sistema estructural

#### Nudo Mero
El sistema estructural Mero se emplea en construcciones tubulares de acero para obras fijas y de tipo provisional (naves fijas, estructuras aporticadas, andamios, soportes, et.). Está formado por octógonos, inscriptos en una esfera, en cada uno de los cuales puede roscarse una barra previamente preparada. El sistema MERO fue utilizado por Mengeringhausen antes de la Segundo Guerra Mundial. Sus 2 elementos básicos son: 

#### Esferas de conexión
en las que se encuentran inscriptos 18octógonos con 1 agujero roscado por cada uno y las barras que se insertan a rosca en dichos agujeros.Las barras deben ser de igual longitud.Cada nudo puede agrupar sin excentricidad los extremos de las 18 barras. Es un sistema ligero que permite un máximo de prefabricación y en el montaje no es necesaria la presencia de personalespecializado.Las mallas usuales son:
- Las cuadradas de 0,5; 1,0; 2,0 m de lado y las correspondientes diagonales.
- Las formadas por triángulos equiláteros de 0,7; 1,4 o 2,8 m de lado. Resultan con ello ángulos de 45º, 60º o 90º respectivamente, entre las barras. Las estructuras Mero pueden ser ensambladas rápidamente con mano de obra no especializada. El transporte de los elementos es fácil y poco costoso. El sistema es muy flexible en cuanto a la variedadde formas geométricas que permita adoptar.

#### Nudo Tridimatec
Compuesto por un sistema en cruz de donde parten cuatro manguitos a los que se sueldan otras tantas barras. Con un accesorio formado por dos placas cruzadas se aumenta el número posible de barrasconcurrentes en este nudo.

#### Nudo S.D.C.
Nudos para mallas de una sola capa, preparados para el ensamblaje y soldadura de las barrasconcurrentes. Se han empleado también en mallas de dos capas, uniendo las barras diagonales a loscaparazones.Las barras de tubos son soldadas a los nudos después del ajuste del conjunto de la estructura.

#### Nudo Wupperman
Se utiliza en sistemas espaciales reticulados de una capa, está formado por un hexágono al que seatornillan las barras concurrentes en seis direcciones posibles. Las barras son perfiladas.

## Clasificación de las mallas espaciales
Existen distintas clasificaciones para las mallas espaciales:
Existen tres sistemas claramente diferenciados resueltos con aproximación de malla espacial:

### Por su curvatura
- Mallas planas.
- Mallas abovedadas: se obtienen curvando la malla en una dirección, obteniendo una forma cilíndrica que puede tener una, dos o más capas de elementos.
- Mallas esféricas (cúpulas): consiste en una malla curvada en todas las direcciones, obteniendo una estructura que igualmente puede estar formada por una o más capas

### Por la disposición de sus elementos
- Mallas de una sola capa: todos los elementos se sitúan sobre la superficie que se desea aproximar.
- Mallas bicapa (double layer grids): los elementos se organizan en dos capas paralelas entre sí separadas a una cierta distancia. Cada una de las capas forma una retícula de triángulos, cuadrados o hexágonos en la que la proyección de los nudos de una capa puede coincidir o estar desplazada con relación a los de la otra. Las barras diagonales unen los nudos de ambas capas siguiendo diferentes direcciones en el espacio. En este tipo de mallas, los elementos se asocian en tres grupos: cordon superior, cordon inferior y cordon de diagonales.
- Mallas tricapa: los elementos se colocan en tres capas paralelas, unidas por las diagonales. Casi siempre son planas.

### Ejemplos
Cubiertas espaciales planas

#### Bóvedas de cañón y sus derivadas
Bóvedas de crucería, de rincón u otras superficies de revolución, como el toro). Normalmente, este tipo de solución no requiere la composición de módulos tetraédricos o piramidales como refuerzo.

#### Cúpulas esféricas
Normalmente, las mallas espaciales de esta clase han tenido proporciones monumentales, lo que ha exigido en la mayoría de los casos refuerzos por composición de módulos tetraédricos o piramidales e, incluso, la asignación de algún tipo de misión resistente a las placas de cerramiento.

#### Las estructuras metálicas plisadas
Surgidas para intentar solventar los problemas de encofrado y vertido que tenían sus homónimas de hormigón. Normalmente se ejecutan con unión soldada, aunque es posible plantear uniones prefabricadas, circunstancia que las convierte en mallas espaciales.

#### Las cubiertas colgantes
Diseños en que el cable tirante, la columna, la catenaria y el arco antifunicular muestran su capacidad para encauzar fuerzas de manera teóricamente mejor que cualquier otra alternativa, presentan una gama infinita de posibilidades de composición y una adaptabilidad a cualquier tipo de planta a cubrir o vano a asegurar. Sin embargo, las indefiniciones de forma que presenta el hilo cargado (teóricamente se adapta de modo dinámico al estado de cargas) y el riesgo de flexión ante solicitaciones inesperadas en el arco son problemas que obligan a pretensar y precomprimir sus elementos. Pese a que en la mayoría de las ocasiones suelen ser la solución técnica más barata y la que mejor se adecúa a la acústica y ventilación del recinto cubierto, resultan vulnerables a las vibraciones.

#### Las estructuras neumáticas
En las que la membrana de cerramiento se encuentra sometida a un estado de presión, pueden considerarse dentro de este grupo.

## Método de cálculo
Se calculan por el Método matricial de la rigidez. La característica de la matriz de rigidez de las mallas espaciales es que, dado que se consideran estructuras articuladas, se obvian las incógnitas angulares ya que la rigidez de flexión en cualquier dirección es despreciable, es decir, nula y las cargas de cálculo se aplican sobre los nudos, nunca sobre las barras.
El primer software de cálculo de mallas espaciales que se programó en España fue realizado en el Centro de Estudios e Investigaciones Técnicas de Guipúzcoa (CEIT) y fue adquirido posteriormente por empresas especialistas del sector.[cita requerida]

## Condiciones generales de diseño
En todas las estructuras espaciales se dan de modo más o menos acusado, estas características:
- Su intención principal es alcanzar la cobertura de grandes áreas sin soportes intermedios, o con un número mínimo de ellos.
- Sea cual fuere el sistema constructivo definitivo, la estructura puede ser idealizada como una superficie continua, lo que favorece su estudio geométrico, que se puede acometer de dos formas:
- Como descomposición, si se concibe a priori la superficie a materializar y se procede a dividirla en los elementos de orden inferior que constituyen la red básica estructural.
- Como composición, si elegido un módulo estructural elemental se procede a su multiplicación y reproducción espacial sobre la base de los condicionantes de proyecto y de diseño.

En general, la técnica de descomposición plantea problemas en el momento de ajustar el Diseño obtenido al modelo geométrico seleccionado, sobre todo en la proximidad de los contornos; por el contrario, la composición supone un desconocimiento de la solución, que en la mayoría de los casos se presenta de modo accidental. Este último suele ser un procedimiento más propio de sistemas plisados o colgantes, aunque no resulta en modo alguno inaplicable en las mallas.
- Dado que la estructura espacial, sobre todo las mallas, resultan visibles, su forma está sujeta a criterios resistentes, pero también estéticos.
- Puesto que el ánimo inicial en el desarrollo de estos sistemas es la búsqueda de nuevas formas, se hace necesario partir de un cierto rechazo hacia soluciones tradicionales o consolidadas, que se basan casi con exclusividad en el concepto de la Prevención de Desastres2; ello supone una cooperación más cerrada entre el diseñador y el ingeniero estructuralista.

## Nomenclatura usual en las mallas espaciales
En cuanto a sus elementos, una malla espacial está compuesta por: 
- barras, o componentes monodimensionales. De tipo I.P.L. (Infinite Polyhedra Lattices), cuando las dimensiones del recinto a cubrir exigen disposiciones de 4, 5 o más capas, en cuyo caso se plantea una red de poliedros que rellenan el espacio y se tantean aligeramientos periódicos en ella.
- En mallas de doble capa, por semejanza con la cercha, las barras se asocian en tres grupos: cordón superior, inferior y de diagonales. El primero de ellos corresponde, en estructuras de simple o doble curvatura, a la superficie exterior. La propia nomenclatura de la cercha.
- En cualquiera de los sistemas estructurales que se desee aproximar mediante una malla espacial es posible plantear diversas soluciones aceptables, capaces de competir entre sí, en esta comparación sólo se puede llevar a cabo entre dos soluciones resultantes de un mismo procedimiento de descomposición, porque las discretizaciones que resultan de procesos diferentes acaban por arrojar, para las mismas dimensiones, mallas con distintos números de paneles y barras, es decir, poliedros con diferentes números de caras, cuya heterogeneidad dificulta la coherencia de la comparación.

Otros parámetros útiles para calibrar la calidad de una malla son:
- Nudos, o elementos prefabricados de unión de barras.
- Paneles, o elementos de cerramiento, que pueden en ocasiones contribuir resistentemente al comportamiento del conjunto.
- En cuanto a su deformabilidad, una malla espacial puede adquirir disposición:

En simple capa, cuando todos sus elementos se sitúan -con la suficiente exactitud- sobre la superficie que se desea aproximar.
En doble capa, cuando el resultado del diseño anterior es inestable o experimenta deformaciones excesivas. En este tipo de disposición los nudos de la malla se sitúan alternativamente sobre la superficie que se desea aproximar o sobre otra, normalmente equidistante de aquella; esta distancia representa el canto o espesor de la solución estructural.
En triple capa, cuando las dimensiones del vano a salvar no se consiguen con la disposición anterior. Son casi exclusivas para mallas espaciales planas.
El rango, o razón entre la máxima y mínima longitud de barra. Proporciona una idea de la uniformidad de la solución.
Los grados de libertad del diseño, parámetros geométricos que pueden ser introducidos arbitrariamente o utilizados para mejorar la solución cuando existen dificultades en bordes, dobles capas, etc.
Las propias expectativas de nueva composición que ofrece la malla obtenida. Los capítulos posteriores de esta Tesis incidirán en este aspecto.

## Evolución de las mallas espaciales en España
A continuación, se presentan diversos ejemplos de proyectos acometidos a lo largo de los años y se pasa a explicar dónde se puede apreciar el avance.

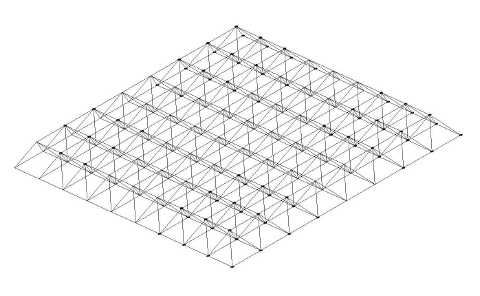
Malla espacial plana

Este primer esquema muestra una malla espacial plana, de canto constante y realizada por la composición de módulos semioctaédricos (pirámides de base cuadrada). La configuración de malla en módulos semioctaédrico es lo más común, aunque existen otras composiciones, como las mallas tetraédricas y cuya configuración puede verse en la siguiente imagen.

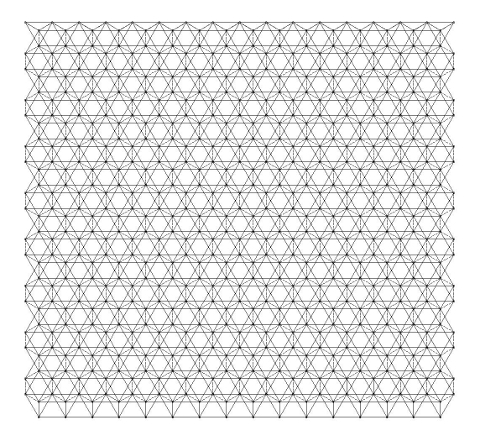
Vista superior de una malla espacial plana

En un comienzo, las mallas espaciales eran planas y de canto constante. Se intentaba que el módulo fuera cuadrado y el canto solía tener una medida del módulo entre la raíz cuadrada de 2. Con esto se conseguía que todas las barras de la estructura tuviesen la misma medida teórica de eje de esfera a eje de esfera. La fabricación resultaba bastante estándar.
Muchas veces, no se podía realizar una malla con módulo cuadrado, por lo que el siguiente paso era plantear un módulo rectangular, adaptando la medida del canto para que la medida de las diagonales fuera equivalente a uno de los módulos de trabajo.

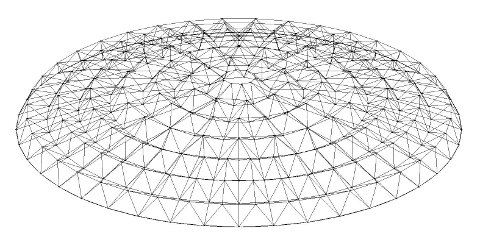
Malla espacial abovedada

Posteriormente, se comenzaron a realizar cubiertas abovedadas que introducían medidas diferentes para el cordón inferior y superior de los módulos, hasta llegar a realizar cúpulas, estructuras con canto variable, formas libres, etc.

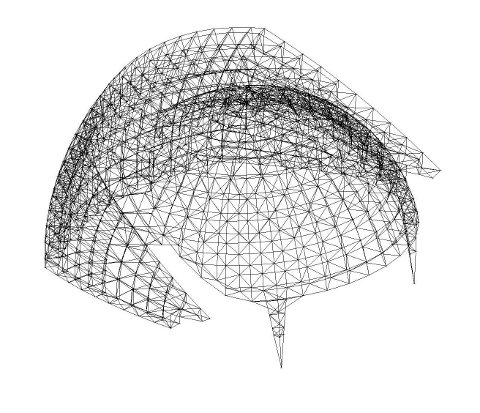
Malla espacial abovedada del Cine Imax de Madrid

Un ejemplo de estructura compleja es el del Cine Imax de Madrid.[cita requerida]
La complejidad de las mallas espaciales radica en la gran cantidad de elementos que se utilizan, por lo que se debe contar con un software de cálculo potente y con una logística de fabricación y de montaje muy bien preparada. Al principio se intentaban diseñar configuraciones muy homogéneas que permitían tener elementos iguales entre sí. Sin embargo, cualquier mínima alteración geométrica, provoca que la cantidad de elementos diferentes entre sí se multipliquen. Este aspecto no supone un problema con las actuales técnicas de fabricación y es por ello que cada vez se acometen proyectos más grandes y complejos.

## Campo de aplicación
Las mallas espaciales pueden ser utilizadas en diferentes aplicaciones, aunque la principal es la de estructura de cubierta. Desde el punto de vista técnico-económico y dependiendo de la fluctuación de los precios de las materias primas, las mallas espaciales son competitivas a partir de los 25 metros de Luz (ingeniería). Cuanto mayores son las cargas que debe soportar una estructura y mayor es la luz que se ha de salvar, la malla espacial es más competitiva frente a otras soluciones. Por este motivo el uso de las mallas espaciales ha sido muy común en espacios donde no se pueden colocar pilares, como polideportivos, grandes recintos feriales, grandes naves industriales, cubrición de plazas de toros, hangares, etc.
También se han empezado a utilizar para construir helipuertos elevados, ya que se trata de estructuras muy rígidas y muy ligeras y reparten la carga de los helicópteros de forma homogénea sobre los pilares.

## Ventajas e inconvenientes de las mallas espaciales[2][9]

### Ventajas
- Reparto de las cargas en todos sus elementos.
- Fácil instalación de servicios (eléctricos, aire acondicionado...) debido a la forma de estas estructuras.
- Gran robustez. Debido al elevado número de elementos que constituyen las mallas espaciales, aunque uno (o varios) falle, no se produce el colapso total de la estructura.
- Empleo de componentes prefabricados.
- Estructuras ligeras.
- Reducción de gasto de material.
- Libertad en la localización de los apoyos, ya que pueden soportarse en cada uno de sus nudos.
- Geometría regular, lo que las dota de facilidad en la construcción.
- Facilidad de elevación.

### Inconvenientes
- Coste elevado en comparación con otras estructuras.
- Dependiendo del sistema de montaje empleado, puede requerir mucho tiempo.
- Baja resistencia frente al fuego.

## Montaje y elevación
La gran mayoría de las mallas espaciales se ensamblan en el suelo, uniendo las barras con las esferas de acuerdo a los planos de montaje que se realizan para cada proyecto. Existen diferentes tipos de unión, en su mayoría formadas por esferas de acero macizas mecanizadas con los taladros correspondientes a métricas de tornillo diferentes.
Por lo general, las esferas son diferentes entre sí, ya que los ángulos de las roscas y sus métricas definen la posición que ocupa el nudo en la estructura. Por este motivo, las esferas van marcadas con números identificativos que permiten su correcta colocación.
Por otro lado, ocurre lo mismo con las barras, que están fabricadas con tubos de diferente diámetro y espesor y las cuales también llevan un número identificativo.
En cuanto al proceso de elevación, existen diferentes soluciones, de las cuales la más común es el izado con grúas.
También existe la posibilidad de realizar elevaciones mediante gatos hidráulicos colocados sobre pilares, los cuales van tirando de la estructura mediante cables, aunque este tipo de izado se reserva para estructuras de luces mayores de 100m. En este caso, la estructura se ha de montar sobre el suelo en situación de verticalidad respecto a la posición final.

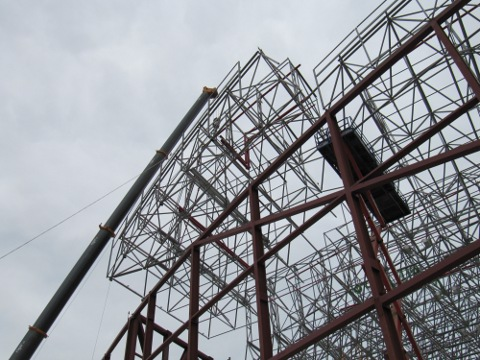

Cuando la estructura se iza mediante grúas lo más habitual es dividir el conjunto estructural en zonas que puedan ser izadas por las grúas disponibles en la zona. Debido a la posibilidad de giro de las grúas, estas subdivisiones no tienen porqué ser montadas en posición de verticalidad respecto a la posición final. De hecho, lo más habitual es montar las estructura fuera del recinto que se está construyendo.
En todo caso es obligado realizar comprobaciones de cálculo de la fase de izado, ya que la zona subdividida tiene un comportamiento diferente en esta fase respecto de la que va a tener en la posición final. De hecho, hay que tener en cuenta los puntos de tiro de los cables de la grúa, así como el ángulo de ataque que dichos cables van a tener respecto de la malla.
Una vez izadas las zonas subdivididas, se procede al "cosido" de la malla, es decir, se procede a colocar las barras que empalman unas zonas con otras.

## Cualidades a tener en cuenta
Fácil transporte: Las mallas espaciales se llevan a obra totalmente desmontadas y los elementos entran en camiones y contenedores normales. Además, este tipo de estructuras es notablemente más ligero que cualquier otro tipo de estructura. Esto supone un ahorro de transporte y la posibilidad de llevar todos los elementos de la estructura a pie de obra sin ningún problema. Por este motivo las mallas espaciales son idóneas para su exportación.
Acabado de pintura en poliéster polimerizado al horno: Se trata de estructuras que se pintan en líneas automatizadas.
Eliminación de las soldaduras en obra: solamente se sueldan los apoyos que van a los pilares. En el caso de pilares de hormigón se prevé una placa anclada a cada pilar de hormigón; cuando son de acero, se coloca una placa soldada a cada pilar.
La estructura queda arriostrada en las dos direcciones principales, lo que le aporta gran rigidez. Esto supone una gran ventaja si se prevé suspender puentes grúa de la estructura.